# لئو (خواننده)
جونگ تک‌وون (متولد ۱۰ نوامبر ۱۹۹۰) شناخته شده با نام هنری لئو، خواننده و ترانه سرا و بازیگر تئاتر اهل کرهٔ جنوبی می‌باشد که تحت نظر کمپانی جلی‌فیش در حال فعالیت است. او به صدای صاف، قوی و بهشتی خود معروف است. او به عنوان عضوی از ویکس در ماه مه ۲۰۱۲ شروع به کار کرد. او کارش را به عنوان بازیگر تئاتر و موزیکال در سال ۲۰۱۴ با موزیکال خانه کامل در نقش لی یونگ جه آغاز کرد. در سال ۲۰۱۵ او ترانه سرایی خود را آغاز کرد و در همان سال، همراه با عضو دیگر گروه، راوی، زیرگروهی با عنوان ویکس ال آر را تشکیل داد.

## اوایل زندگی
متولد یانگجه دونگ سئول، خانوادهٔ او متشکل از خودش، پدر و مادرش، و سه خواهر بزرگ‌تر از خودش است. لئو در دانشگاه بک سئوک و در رشتهٔ آهنگسازی و تنظیم موسیقی تحصیل کرده. هم‌چنین او از سال ۲۰۰۴ تا سال ۲۰۰۷ عضوی از تیم ملی جوانان فوتبال کرهٔ جنوبی بوده و به مرور زمان فعالیت خود را در شنا، بوکس، تکواندو (کمربند آبی) و فوتبال ادامه داده‌است. در طی فوتبال، مچ پای لئو دچار آسیب دیدگی شدیدی شد که به علت آن آسیب دیدگی دیگر قادر به بازی‌کردن نبود، بنابراین به خوانندگی فکر کرد و گوش دادن به آهنگ «قدم زدن در آسمان» از ویسانگ هم این امید را در او تقویت کرد و او را به این مسیر کشاند.

## زندگی کاری

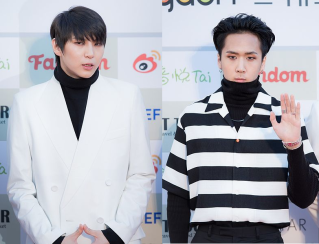
جونگ تک‌وون در سال 2016

### ۲۰۱۲–۲۰۱۴: شروع به کار باویکس، اشک‌های شکوفه و شروع کار در موزیکال
لئو هم یکی از ده شرکت کننده در مسابقهٔ مایدول بود که به علت استعدادش در ووکال و خوانندگی برای عضوی از گروه بودن انتخاب شد و در نهایت با آهنگ «ابرقهرمان» همراه با ویکس شروع به کار کرد. در این زمان، لئو در ویدیوی «بذار این از بین بره» از بریان جو و «تکونش بده» از سو این گوک هم حضور پیدا کرد. بعد از شروع به کار او با ویکس، او به همراه دیگر اعضا در قسمت چهارم سریال وارثان حضور داشتند.
به عنوان یک فرد ورزشی، لئو در برنامه‌های ورزشی زیادی مانند «گروه رویایی» و «مسابقه آیدول‌های ورزشی» شرکت کرده‌است. او حتی در قسمتی از رانینگ من به عنوان بازیکن فوتبال ویژه حضور پیدا کرد.
او هم‌چنین حضور کوچکی در سریال روز شکوهمند از شبکه اس بی اس همراه با عضو دیگر ویکس، هیوک داشت، هم‌چنین او نقش اصلی موزیکال خانه کامل به عنوان لی یونگ جه بود و از ماه آوریل تا ژوئن این موزیکال بر روی صحنه رفت. بعد از آن سال، لئو طی پروژه‌ای ویژه همکاری با لین برای آهنگی با عنوان «اشک‌های شکوفه» داشت. ویدیوی این آهنگ، راجع به مردی دیوانه بود که معشوقه‌های خود را می‌کشت تا جنازه‌های آن‌ها تا ابد همراه او باشند.

### ۲۰۱۵-۲۰۱۶: آهنگسازی، شروع به کار زیرگروهویکس اِل‌آرو ماتاهاری
لئو برای اولین بار در سال ۲۰۱۵ علاقهٔ خود نسبت به آهنگسازی را ابراز کرد. او آهنگی با نام «در یک شب سرد» را برای پنجمین سینگل آلبوم ویکس با عنوان «ضبط پسران» آهنگسازی کرد که به‌طور اورجینال به عنوان آهنگ دونفره‌ای برای او و کن نوشته شده بود. اما در نهایت ورژنی از آهنگ منتشر شد که کل اعضا در آن حضور داشتند.
در ۷ اوت ۲۰۱۵، کمپانی جلی‌فیش تریلری برای یک روزشماری عجیب منتشر کرد که در آن تمام اعضا ناپدید شدند و فقط لئو و راوی ماندند. این باعث گمانه زنی‌های طرفداران برای ایجاد یک زیرگروه شد که در نهایت زیرگروه ویکس ال آر تشکیل شد.
جلی‌فیش تأیید کرد که ویکس ال آر اولین زیرگروه گروه ویکس خواهد بود که متشکل از رپر راوی و ووکالیست لئو است. مینی آلبوم شروع به کار آن‌ها با عنوان «دروغگوی زیبا» در ۱۷ اوت ۲۰۱۵ منتشر شد. آن‌ها در همان روز اولین شوکیس خود را هم برگزار کردند.
در ۲۰۱۶، لئو به عنوان بازیگر نقش اصلی موزیکال ماتاهاری با نام آرماند انتخاب شد که موزیکال از ۲۵ مارس تا ۱۲ ژوئن به طول انجامید. او گفت که به عنوان نام اصلی خودش یعنی جانگ تک‌وون در این موزیکال حضور خواهد داشت.
در ۲۰ سپتامبر ۲۰۱۶، لئو آهنگی با نام «همش همینه» برای بیستمین سالگرد «رادیوی قدرتی اس‌ام» با همکاری پارک سو هیون منتشر کرد.
هم‌چنین او در این سال به عنوان نقش مکمل آلبرت در موزیکال مونت کریستو شناخته شد که از ۱۹ نوامبر ۲۰۱۶ تا ۱۲ فوریه ۲۰۱۷ این موزیکال بر روی صحنه می‌رفت.

### ۲۰۱۷-در حال حاضر: دبیوی سولو با بوم نقاشی
در ۱۶ اکتبر ۲۰۱۷، لئو به عنوان پرنس رادولف در موزیکال آخرین بوسه انتخاب شد.
در ۲۱ ژوئیه ۲۰۱۸، اعلام شد که لئو اولین مینی آلبوم سولوی خود را با عنوان «بوم نقاشی» در ۳۱ ژوئیه ۲۰۱۸ منتشر خواهد کرد.
از ۳۱ اوت تا ۲ سپتامبر، لئو اولین کنسرت تکی خود را با نام «بوم نقاشی» در بلو اسکور آی مارکت هال برگزار کرد.
در تاریخ ۱۴ می ۲۰۱۹ اعلام شد که دومین کنسرت لئو با نام «میوز» در ماه ژوئن خواهد بود.وی هم‌چنین اعلام کرد که در تاریخ ۱۷ ژوئن دومین مینی آلبوم او با نام «میوز» منتشر خواهد شد.
لئو دوره‌ی خدمت سربازی خود را از ۲ دسامبر به‌عنوان کارمند خدمات عمومی به‌علت اختلال اضطراب و افسردگی آغاز خواهد کرد.

## دیسکوگرافی

### کارها
| عنوان                                                                        | جزئیات | وضعیت در نمودار | وضعیت در نمودار | وضعیت در نمودار | فروش          |
| عنوان                                                                        | جزئیات | گائون کره       | تایوان          | جهانی آمریکا    | فروش          |
| ---------------------------------------------------------------------------- | --- | --------------- | --------------- | --------------- | ------------- |
| بوم نقاشی                                                                    | - تاریخ انتشار: ۳۱ ژوئیه ۲۰۱۸ - کمپانی: جلی‌فیش، سی‌جِی - فرمت: سی دی، دانلود دیجیتال ترک لیست 1. لمس و طرح 2. رویا                  | ۲               | ۵               | ۷               | کره: ۴۵٬۰۹۴   |
| میوز                                                                         | - تاریخ انتشار: ۱۷ ژوئن ۲۰۱۹ - کمپانی: جلی‌فیش - فرمت: سی دی، دانلود دیجیتال ترک لیست 1. عشق‌گرایی 2. گُل (همراه با ماکسیمیلیان هکر) | ۶               | —               | —               | - کره: ۳۲٬۶۳۴ |
| "—" denotes releases that did not chart or were not released in that region. | |                 |                 |                 |               |

### تک‌آهنگ
| عنوان                                                                        | سال                 | وضعیت در نمودار     | فروش                | آلبوم                                |
| عنوان                                                                        | سال                 | گائون کره           | فروش                | آلبوم                                |
| به‌عنوان هنرمند اصلی                                                          | به‌عنوان هنرمند اصلی | به‌عنوان هنرمند اصلی | به‌عنوان هنرمند اصلی | به‌عنوان هنرمند اصلی                  |
| ---------------------------------------------------------------------------- | ------------------- | ------------------- | ------------------- | ------------------------------------ |
| "لمس و طرح"                                                                  | ۲۰۱۸                | ن/م                 | ن/م                 | بوم نقاشی                            |
| همکاری                                                                       |                     |                     |                     |                                      |
| "اشک‌های شکوفه" (꽃잎놀이) با لین                                             | ۲۰۱۴                | ۱۱                  | - کره: ۱۵۶٬۷۹۸+     | پرندۀ زرد از جزیرۀ جلی‌فیش، لین و لئو |
| "همش همینه" با پارک سو هیون                                                  | ۲۰۱۶                | —                   | —                   | Non-album single                     |
| "تویی که هستی اما انگار نیستی" (있는데 없는 너) با هان‌هه                     | ۲۰۱۸                | —                   | —                   | Non-album single                     |
| "عشقو حس می‌کنم"                                                              | ۲۰۱۹                | —                   | —                   | بخش سوم پروژۀ فضایی                  |
| "گُل" (همراه با مکسیمیلیان هکر)                                               | ۲۰۱۹                | —                   | —                   | میوز                                 |
| "—" denotes releases that did not chart or were not released in that region. |                     |                     |                     |                                      |

### آهنگسازی
| سال  | آلبوم                   | آهنگ                          | خواننده           | لیریک          | لیریک     | موسیقی         | موسیقی                                                            | یادداشت                |
| سال  | آلبوم                   | آهنگ                          | خواننده           | انجام داده شده | همراه     | انجام داده شده | همراه                                                             | یادداشت                |
| ---- | ----------------------- | ----------------------------- | ----------------- | -------------- | --------- | -------------- | ----------------------------------------------------------------- | ---------------------- |
| ۲۰۱۵ | ضبط پسران               | "در یک شب سرد"                | ویکس              | آری            | راوی (رپ) | آری            | —                                                                 | [ ۴۴ ]                 |
| ۲۰۱۵ | دروغگوی زیبا            | "حرف‌هایی برای گفتن"           | ویکس اِل‌آر         | آری            | —         | آری            | —                                                                 | [ ۴۵ ]                 |
| ۲۰۱۵ | دروغگوی زیبا            | "نور من"                      | ویکس اِل‌آر         | آری            | راوی      | آری            | ملودیزاین                                                         | [ ۴۵ ]                 |
| ۲۰۱۶ | به من تکیه کن           | "سایه"                        | ویکس              | آری            | —         | آری            | —                                                                 | آهنگ اضافۀ نسخه‌ی محدود |
| ۲۰۱۶ | باد بهاری (花風) (花風) | "مهتاب"                       | ویکس              | آری            | —         | آری            | —                                                                 |                        |
| ۲۰۱۶ | همش همینه               | "همش همینه"                   | لئو و پارک سوهیون | آری            | —         | آری            | جو یونگ‌هو                                                         | [ ۴۷ ]                 |
| ۲۰۱۶ | کراتوس                  | "این عشق تمومه"               | ویکس              | آری            | راوی      | آری            | —                                                                 | [ ۴۸ ]                 |
| ۲۰۱۷ | نجوا                    | "شب زیبا"                     | ویکس اِل‌آر         | آری            | راوی      | آری            | اِی‌وی‌جی‌اِس                                                          |                        |
| ۲۰۱۷ | نجوا                    | "احساس"                       | ویکس اِل‌آر         | آری            | راوی      | آری            | اِی‌وی‌جی‌اِس                                                          |                        |
| ۲۰۱۸ | بوم نقاشی               | "لمس و طرح"                   | لئو               | آری            | —         | نه             | آندریاس استون جوهانسون، مت رانگ، جیمی جونز، جی‌هارا پی‌کِی دگدینگ‌سیز | [ ۴۹ ]                 |
| ۲۰۱۸ | بوم نقاشی               | "دختر مجله‌ای" (همراه با اِل‌ای) | لئو               | آری            | اِل‌ای (رپ) | آری            | اِی‌وی‌جی‌اِس                                                          | [ ۴۹ ]                 |
| ۲۰۱۸ | بوم نقاشی               | "تمپوی آزاد"                  | لئو               | آری            | —         | آری            | اِی‌وی‌جی‌اِس                                                          | [ ۴۹ ]                 |
| ۲۰۱۸ | بوم نقاشی               | "یه چیزی بهم بده"             | لئو               | آری            | —         | نه             | کوین چارج، جاستین رینشتاین                                        | [ ۴۹ ]                 |
| ۲۰۱۸ | بوم نقاشی               | "منِ این‌روزها" (나는 요즘)     | لئو               | آری            | —         | آری            | ریان آی‌اِم                                                         | [ ۴۹ ]                 |
| ۲۰۱۸ | بوم نقاشی               | "ژست"                         | لئو               | آری            | —         | آری            | اِی‌وی‌جی‌اِس                                                          | [ ۴۹ ]                 |
| ۲۰۱۸ | بوم نقاشی               | "رویا" (꿈)                   | لئو               | آری            | —         | آری            | اِی‌وی‌جی‌اِس                                                          | [ ۴۹ ]                 |

## فیلم‌شناسی

### تلویزیون
| سال  | شبکه     | عنوان                  | یادداشت                                           |
| ---- | -------- | ---------------------- | ------------------------------------------------- |
| ۲۰۱۶ | اِم‌بی‌سی   | پادشاه خواننده نقابدار | شرکت کننده به عنوان "هونگ‌بو بیِ ساکت" (قسمت ۴۹-۵۰) |
| ۲۰۱۷ | کی‌بی‌اس ۲ | آواز جنگ – پیروزی      | شرکت کننده (قسمت ۱۶–۱۷)                           |

## موزیکال
| سال       | عنوان        | نقش               | یادداشت                                                     |
| --------- | ------------ | ----------------- | ----------------------------------------------------------- |
| ۲۰۱۴      | خانه کامل    | لی یونگ جه        | نقش اصلی، به عنوان لئو                                      |
| ۲۰۱۷–۲۰۱۶ | ماتاهاری     | آرماند            | - نقش اصلی، به عنوان جونگ تک‌وون - بازگشت دوباره در سال ۲۰۱۷ |
| ۲۰۱۷–۲۰۱۶ | مونته کریستو | آلبرت             | نقش مکمل، به عنوان جونگ تک‌وون                               |
| ۲۰۱۸–۲۰۱۷ | آخرین بوسه   | شاهزاده رادولف    | نقش اصلی، به عنوان جونگ تک‌وون                               |
| ۲۰۱۸-۲۰۱۹ | الیزابت      | دِر تُد             | نقش اصلی، به عنوان جونگ تک‌وون                               |
| ۲۰۱۹      | ماری آنتوان  | کونت اکسل ون فرسن | نقش اصلی، به عنوان جونگ تک‌وون                               |

## جوایز

### دِ شو
| سال  | تاریخ | آهنگ        |
| ---- | ----- | ----------- |
| ۲۰۱۸ | ۷ اوت | "لمس و طرح" |